# Базилика Свете Марије на небеском жртвенику
Базилика Свете Марије на небеском жртвенику (итал. Basilica di Santa Maria in Ara Coeli) је базилика у Риму саграђена на самом врху Капитолија.

## Име
Првобитни назив цркве био је Santa Maria u Capitolo, будући да је саграђена на Капитолу за време античке римске владавине, али је током 14. века преименована. Према Августовској легенди базилика је сарађена на месту где је сибила (Tiburtine Sibyl) прорекла долазак Христовог рођења. Јулеју Цезару се приказала жена са дететом за коју се касније веровало да је реч о Богородици Марији и Исусу Христу. Засењеан пророчанством римски император Авгус, наредио је да се на том месту сагради олтар „Божијем прворођенчету“.
Данашњи назив датира још из 1342. године када је и почела његова популаризација да би се на крају усвојио као званичо име цркве.
Често се базилика, од стране локалних житеља назива и Капитолијева црква или Капитолијева базилика, због самог места на којем се налази.

## Историја
Храм је саграђен на остацима Јунонаог храма, грађен над Арксом. Иако се са сигурношћу не може утврдити ко је градитељ Маријине базилике, унутар ње налази се надгробна спомен плоча на којој је уклесано да је Алдус био главни оснивач и надзорник градитељских радова.

## Опис
Црква поседује три улаза, отварани и реконструисани током векова. До главног црквеног улаза стиче се такозваним субиштем од 124 стубова. Ти стубови су нахнадно изграђени током 1348. године кад захвалност и дар Богородици што је град ослободила од куге која је однела многобројне животе. Степениште је свечано отворио познати римски политичар и трибун Cola di Rienzo, чији се кип налази до леве ограде базилике. 
Други најзначајнији улаз је са бочне стране. Већина туриста за улаз у базилику користи искључиво овај улаз. Његова значајност огледа се у мозаику изнад њега који осликава Богородицу и два анђела. 
Црква има незавршену фасаду од црвене опеке са траговима мозаика из касног 13. века.
Раскошни плафон са позлаћеним, геометријски правилним, контурама саграђн је токм 16. века у част победе војводе и принца Marcantonio Colonna. Он је 1571. са хришћанском флотом успео да победи турску војку у чувеној бици код Лепанта.
На средишњем олтару налази се дрвена икона Мадоне из Аракоели која се преписују Луки Јеванђелисту. Међутим стручњаци сумњају у аутентичнос иконе и процењују да она датира из период између 6 и 9 века.
Један од најпознатијих предмета у базилици свакако је статуа малог детета, која представља Исуса. Исклесана је у 15. веку у маслиновом дрвету из Гетсиманског врта. Многи Римљани верују у њена чудотворна својста. Нажалост статуа је украдена у фебруару 1994. и никада није пронађена. Међутим данас се користи новонаправљени индетични примерак украденог Банбина. У време божића Санта Бамбино, како је називају италијан, исноси се из своје капеле и полаже се у централном делу цркве. Многобројни верници прилазе и додирују је, верујући у њене излечитељске моћи.
У самој цркви налази се и део посмртних остатака Свете Јулије Хелене, мајке цара Константина. Јеленине мошти биле су много пута крадене из Рима па су њени сачувани делови пренети у Француску а остатке на захтев папе Иноћентија II, положени у Базилику Свете Марије, не би ли их заштитио од лопова. У цркви су сахрањени и Катарина Косача Котроманић, Српкиња претпоследња босанска крањица, и папа Хонорије II. Краљица Катарина је избегла из Босне и живела у Риму 1466-1478. године, и то у кући у којој је и славни уметник Рафаел касније живео.